# Матуа
Матуа (рос. Матуа) — острів у Росії. Розташований в Сахалінській області, в її східній частині, за 7,000 км на схід від Москви, столиці Росії. Площа — 52 квадратних кілометри.
Відділений протоками Головніна на півночі від о. Райкоке, на півдні протокою Надії — від о. Расшуа.

## Клімат
Клімат острова океанічний з прохолодним літом та відносно м'якою зимою. Найтепліший місяць — серпень (з середньою температурою +10,9 ° C), найхолодніший — лютий (з середьною температурою -6,3 ° C). Острів характеризується мінімальним серед усіх Курил показником вегетаційної теплозабезпеченості: сума активних середньодобових температур вище +10 °C становить тут лише 406 °C  , тобто у середньому трохи більше 40 діб вегетації. До тихоокеанських берегів підходить холодна Курильська течія . Середньорічна кількість опадів значно (1000 мм і більше), висока хмарність, підвищена вологість повітря (85 %), туманність .спостерігається до 205 днів на рік, характерний і досить жорсткий вітровий режим, через який на острові неможливе формування високоствольних лісів. На острові раніше діяла метеостанція, що знаходилася в низині, де клімат холодніший за рахунок виносів туманів з моря  . На висотах від 100 до 300 м вище рівня моря кліматичні умови сприятливіші для тварин, рослин та людини внаслідок більшої інсоляції, меншої туманності та меншої інтенсивності холодної тяги з моря.
- Середньорічна температура повітря -2,6 °C.
- Відносна вологість повітря — 84,2 %.
- Середня швидкість вітру — 5,7 м/с.

| Середньодобова температура повітря на острові, за даними NASA | Середньодобова температура повітря на острові, за даними NASA | Середньодобова температура повітря на острові, за даними NASA | Середньодобова температура повітря на острові, за даними NASA | Середньодобова температура повітря на острові, за даними NASA | Середньодобова температура повітря на острові, за даними NASA | Середньодобова температура повітря на острові, за даними NASA | Середньодобова температура повітря на острові, за даними NASA | Середньодобова температура повітря на острові, за даними NASA | Середньодобова температура повітря на острові, за даними NASA | Середньодобова температура повітря на острові, за даними NASA | Середньодобова температура повітря на острові, за даними NASA | Середньодобова температура повітря на острові, за даними NASA |
| Січ                                                           | Лют                                                           | Бер                                                           | Кві                                                           | Тра                                                           | Чер                                                           | Лип                                                           | Сер                                                           | Вер                                                           | Жов                                                           | Лис                                                           | Гру                                                           | Рік                                                           |
| −4,5 °C                                                       | −4,3 °C                                                       | −2,8 °C                                                       | 0,1 °C                                                        | 2,7 °C                                                        | 5,4 °C                                                        | 8,6 °C                                                        | 10,9 °C                                                       | 9,4 °C                                                        | 6,1 °C                                                        | 1,3 °C                                                        | −2,2 °C                                                       | 2,6 °C                                                        |
| ------------------------------------------------------------- | ------------------------------------------------------------- | ------------------------------------------------------------- | ------------------------------------------------------------- | ------------------------------------------------------------- | ------------------------------------------------------------- | ------------------------------------------------------------- | ------------------------------------------------------------- | ------------------------------------------------------------- | ------------------------------------------------------------- | ------------------------------------------------------------- | ------------------------------------------------------------- | ------------------------------------------------------------- |

## Флора та фауна
Флора в цілому має бореально-альпійський характер і є типовою для Середньо-Курильського флористичного району. Рівень флористичного багатства острова невисокий через його віддаленість від континенту: тут враховано лише 160 видів вищих судинних рослин (для порівняння, на Кунаширі їх 1067, на Сімуширі - 271)  , що приблизно на 50 видів менше ніж на сусідньому острові Расу . Це мінімальний показник для всіх Середніх Курил.
Флора острова ділиться на два райони - північний, що відчуває сильний вплив деструктивного вулканізму, і спокійніший південний. Під час потужного виверження 2009 року недоторканою залишилася лише флора південної частини острова. Також флора зазнає сильного впливу вулканічних пеплопадів і цунамі. Острів покритий різного роду чагарниками та травами.
Особливий інтерес ботаніки виявили долі місцевого кедрового сланця, який то з'являвся, то зникав на острові. Камчатські козаки, що відвідали острів у 1767 році, вказали на присутність тут у малій кількості кедрового сланця, який, скоріш за все, зник через потужні виверження вулкана. Японські роботи, що згадують флору острова, з'явилися наприкінці ХІХ століття. Але першим флору Матуа детально вивчив японський ботанік М. Татевакі , який у 1928 році піднявся східним схилом вулкана і приділив особливу увагу відсутності на острові кедрового сланця. Однак у травні 2010 року кедровий сланець був виявлений групою російських вчених-краєзнавців (Є. М. Верещагіна та І. М. Вітер) під час обстеження японських військових укріплень. Кущ розміром 1,5 × 1,2 м і віком 10-15 років ріс на ухилі 10-15 ° на висоті 90 м над рівнем моря, в 1,3 км від берега моря. Повторно цю картину досліджував також С. Ю. Гришин у серпні 2010 року.
У улоговинах — зарості чагарникової вільхи , які суцільним покривом піднімаються на висоту до 430 м вище за рівень моря. Окремі вільховники доходять до висоти 570 м вище над рівнем моря. Невелику площу займають верещатники. На острові зустрічаються митник , брусниця , перлинний анафаліс, шеломайник, шикша. Південно-східну рівнину займають трав'янисті луки. Є дрібні гризуни. Найбільший ссавець - хижак острова - лисиця, завезена японськими військовими. На околицях водиться кільчаста нерпа. Гніздяться білки, баклани, чайки.

## Історія

### Археологія
У потужних культурних шарах острова було виявлено найпівнічніший пункт поширення так званої шнурової кераміки, що є археологічним свідченням проникнення сюди неолітичної культури « Дземон ».
У 2000, 2009 та 2017 роках російські вчені-археологи виявили на острові залишки айнських поселень та низку артефактів у бухтах Айну та Подвійна відповідно. Археологічна група експедиції виявила понад сто котлованів від стародавніх жител, попереднє датування яких - 2,5 - 3 тисячі років  .
Острів Матуа вперше був позначений на японській карті у 1644 році.

### У складі Російської імперії
До 1736 місцеві айни прийняли православ'я і увійшли в російське підданство шляхом сплати камчатським сотникам.
У 1760 було описано перше велике виверження вулкана на острові. З того часу їх було не менше десяти.
У ході Другої Камчатської експедиції на острові в 1756-1757 роках вдало перезимував Андріян Орлов .
У 1767 острів знову відвідали російські козаки.
За часів гідрографічних описів кінця XVIII - початку XIX століття острів також мав номерне позначення у складі Курильської гряди  - Дванадцятий.
В 1813 на острів прибула перша російська наукова експедиція.
Автохтонне населення Матуа ніколи не було особливо численним. Російський опис 1831 врахував на острові лише 15 постійних жителів, хоча тоді в це число часто включали лише дорослих чоловіків.

### У складі Японії
Симодський трактат 1855 року визнав права Російської імперії на острів, однак у 1875 році він, як і всі, що знаходилися під російською владою Курили, був переданий Японії в обмін на визнання російських прав на Сахалін.
До 1875 року на острові, на березі єдиного струмка з прісною водою, знаходилося село айнів, які за рішенням японської влади були переселені на південні острови Курильської гряди з метою їхньої якнайшвидшої асиміляції. Проте, за деякими даними, айнська присутність на острові могла зберігатися на початку XX століття.
Перед Другою світовою війною японці перетворили острів на найсильніший опорний пункт серед інших островів Курильської гряди. Вони звели тут потужну систему фортифікаційних споруд, що включала протитанкові рови, траншеї, доти і дзоти, підземні комунікації та галереї. Дзоти були замасковані під природні скельні печери, обкладені зцементованим диким каменем, поряд висаджені квіти.
В одній з берегових скель японці видовбали печеру для укриття підводного човна. Для потреб своїх офіцерів японці створили справжню підземну резиденцію, закамуфльовану в одному з пагорбів. Її стіни були вимощені каменем, а поруч для командного складу було споруджено басейн і навіть підземну лазню. Прокладений японцями високовольтний кабель і спроектована ними система електропостачання дозволяла подавати фортифікаційним спорудам струм напругою до 3 кіловольт. Пальне на острів з 1939 по 1945 рік постачала нацистська Німеччина.
Гарнізон острова на 1944 рік у сумі перевищував 7 тисяч осіб, на серпень 1945 після ряду реорганізацій і передислокації частини підрозділів в метрополію чисельність гарнізону острова становила 3795 осіб.
На острові був аеродром з трьома злітними смугами довжиною 1200 м, які, за однією з легенд, обігрівалися водами термального джерела (насправді жодного термального джерела на острові не виявлено, а канали, прориті по периметру злітних смуг є водовідведеннями ).
Крім цього, японська влада обладнала на Матуа рибальські стани, створила звірівницький розплідник (для лисиць) і виділила територію під морський заповідник.
З інших об'єктів інфраструктури можна відзначити сторожовий пост, метеостанцію та синтоїстський храм. Більшість об'єктів японці зводили за активного використання підневільної праці корейців і китайців.
З 25 лютого 1944 по 20 липня 1945 японські військові об'єкти острова стали метою ударів ВМС і ВПС Сполучених Штатів Америки.
З 1944 року ВМС США здійснювали морську блокаду острова. 1 червня 1944 року в районі мису Юрлова японською береговою артилерією було потоплено американський підводний човен USS Herring  — вночі-вранці 1 червня 1944 року човен зміг підібратися до якірної стоянки біля острова в надводному положенні, потопив два японські транспортири, але при відході був обстріляний береговою артилерією і затонув.

### Перехід до СРСР
Японський гарнізон острова, 41-й окремий піхотний полк (командир - полковник Уеда), склав зброю перед 302-м стрілецьким полком 101-й сд РККА 26-27 серпня 1945, попередньо підірвавши частину споруд . Гарнізон капітулював без бою, на відміну від гарнізонів Шумшу та Парамушира , що навело російських дослідників на певні висновки щодо особливої таємності комунікацій острова. Полонені японці деякий час перебували на острові, потім їх переправили частиною на Камчатку, а частиною на материк, у табори для військовополонених. 302-й стрілецький полк розташувався в японських спорудах на острові як його новий гарнізон.

З історичного формуляра 302-го стрілецького полку:
27.08.45 1 СБ, 1 та 2-а роти автоматників, полк. ПТР, ІПТБ, мінбатарея під загальним командуванням ком. полку підполковника Говорова, поч. штабу полку майора Полещук, заст. ком. полиця з у. частини майора Тутуніна захопили та окупували о. Мацува. Взято полонених: офіцери - 626; солдати - 3175; у тому числі командувача гарнізону о. Мацува полковник Уеда.

### У складі СРСР
Військова база розташовувалась на острові весь радянський період. Зокрема підрозділ ППО, у 1960-ті оснащений комплексом П-14 . 
Указом Президії Верховної Ради СРСР від 2 лютого 1946 року на Курильських островах (у тому числі й острові Матуа) та Південному Сахаліні була утворена Південно - Сахалінська область Хабаровського краю РРФСР, у 1947 році скасована та включена до складу Сахалінської області РРФСР.
Під час землетрусу 1952 року під лавиною загинуло 16 військовослужбовців. На острові розташований бетонний обеліск на згадку про трагедію.

### У складі Російської Федерації
До 2000 року на острові розташовувалась прикордонна застава (постраждала від пожежі).
7 травня 2016 року з Владивостока на острів Матуа на шести кораблях і судах вирушила велика науково-дослідна експедиція під керівництвом заступника командувача ТОФ віце-адмірала Андрія Рябухіна в кількості 200 осіб, у тому числі група РХБ-контролю, сформована з фахівців науково-дослідних. військ РХБ захисту ЗС РФ. До червня 2016 року експедицією Міністерства Оборони РФ та Російського географічного товариства було обстежено прибережні та рівнинні частини острова Матуа, всього 97 історичних об'єктів. 
У червні-серпні 2017 року відбулася друга спільна експедиція, в якій взяли участь вулканологи, ґрунтознавці, гідрогеологи, ландшафтознавці, гідробіологи, підводники, пошуковики та археологи з Москви, Владивостока, Камчатки та Сахаліну. Був споруджений тимчасовий аеродром. У районі мису Юрлова на глибині 110 метрів було знайдено американський підводний човен USS Herring; човен лежить на рівному кілі, корпус і рубочна надбудова добре збереглися, видно пробоїни від японських снарядів. Також був ідентифікований затонулий німецький бронепалубний крейсер Аугсбург, переданий Японії за репараціями в 1920.
Вчені-біологи, зібравши та вивчивши зразки флори та фауни, виявили близько 30 нових для науки видів гідробіонтів  .

## Цікаві факти
- Саме Матуа мав на увазі Трумен, пропонуючи Сталіну поступитися одним із островів Курильської гряди для військово-морської бази США. Після прохання у відповідь виділити один з Алеутських островів для радянської бази питання більше не піднімалося.
- Під час Другої світової війни неподалік затонув американський підводний човен USS S-44 (SS-155), підбитий японським ескортним кораблем ( кайбоканом ) Ісігакі . Інший затонулий у цьому районі американський підводний човен, USS Herring (SS-233), потопив судна Хібукі Мару, Івакі Мару  і сам Ісігакі за 70 миль на захід від острова.